# Xaver Schleich
Xaver Schleich (* 19. Februar 1921 in Altenstadt; † 12. Juli 2006) war ein deutscher Landwirt und Politiker (CSU).
Schleich besuchte die Volksschule und die landwirtschaftliche Fachschule. Nach dem Schulbesuch stieg er auf dem Bauernhof seiner Eltern in Altenstadt ein. Im Zweiten Weltkrieg gehörte er der 1. Gebirgs-Division an und saß bis 1949 in sowjetischer Kriegsgefangenschaft. Nach der Entlassung begann er wieder auf seinem Hof zu arbeiten. Beim Bayerischen Bauernverband war er Obmann des Kreises Schongau und von 1972 bis 1987 Obmann des Landkreises Weilheim-Schongau. Er war Vorsitzender des Vorstandes der Futtertrocknung Altenstadt, Vorsitzender des Betriebshelferausschusses Schongau und er gehörte auch dem Vorstand der Viehverwertungsgesellschaft an. Außerdem war er zweiter Vorstand des Maschinen- und Betriebshilfsringes Oberland und 52 Jahre lang Schriftführer des Veteranenvereins Altenstadt.
Schleich gehörte dem Gemeinderat von Altenstadt und dem Kreistag über mehrere Jahrzehnte an. 1978 war er auch für drei Monate Mitglied des Bayerischen Landtags, als Nachrücker für den zum Oberbürgermeister von München gewählten Erich Kiesl. Für seine Verdienste erhielt er den Ehrenring der Gemeinde Altenstadt. Der Vater von fünf Kindern erlag 2006 seinen schweren Verletzungen, die er sich bei einem Fahrradunfall zuzog.